# Австромарксизм
Австромаркси́зм (нем. Austromarxismus) — идеологическое, экономическое и политическое течение, сложившееся на базе марксизма в первой трети XX века в австрийской социал-демократии под влиянием теоретических работ и политической деятельности её лидеров и идеологов К. Каутского, К. Реннера, О. Бауэра, М. Адлера, Р. Гильфердинга, В. Адлера и других.

## История
История австромарксизма начинается с появления австрийских социал-демократов, первый съезд которых прошел в 1874 году. К 1889 году они оформили партию, которая начала издавать собственную партийную газету Arbeiterzeitung (с нем. — «Рабочая газета»). Австромарксизм занял ведущее положение во Втором Интернационале (Карл Каутский). Национальный вопрос австромаксисты предлагали решать с помощью децентрализации и федерализации государства. В 1904 года австромаксисты начали издавать журнал Marx-Studien (с нем. — «Исследования Маркса»).  Движение отличалось умеренными, реформистскими позициями, отвергающими уличное насилие и диктатуру пролетариата. Начало социальной революции и установление диктатуры пролетариата они ставили в зависимость от достижения абсолютного большинства в рамках реально существующей парламентской демократии. Эту позицию им пришлось отстаивать против внутреннего сопротивления (Карл Реннер, Вильгельм Элленбоген).
В 1918 году, после развала Австро-Венгрии, их представитель Карл Реннер возглавил Австрийскую республику. В 1926 году была выдвинута Линцская программа австрийской социал-демократической партии. Однако к 1934 году австромарксисты уступили свои позиции австрофашистам. В середине 1930-х годов отдельные представители австромарксизма призывали к вооружённой борьбе против фашизма. После Второй мировой войны руководство социал-демократической партии Австрии отказалось от идей марксизма вообще.

## Краткое описание
Австромарксизм не был цельной, монолитной теорией, среди его сторонников существовали определённые разногласия. Отдельные его представители тяготели к неокантианству (Макс Адлер) и махизму.
Австромарксизм относят к демократическому социализму. Одной из основных теорий австромарксизма была социализация производства и обращения в условиях капитализма. Она содержала следующие положения:
- Концентрация капитала в крупных банках, находящихся под контролем правительства. Таким образом обеспечивалось превосходство ссудного капитала над промышленным. Крупные банки смогли бы регулировать процентную ставку, чтобы снизить размер предпринимательской прибыли.
- Создание потребительских кооперативов в промышленности и сельском хозяйстве.
- Развитие местного самоуправления.[3]

Во время экономического кризиса 1929−1933 годов австромарксисты выступили за усиление роли государства в экономике и проведение специальных исследований на регулярной основе для предупреждения подобных кризисов.

### Национальный вопрос
Существенное внимание австромарксисты уделяли национальному вопросу. Австромарксисты выдвинули теорию культурно-национальной автономии, основой которой стали работы К. Реннера (1899, 1902) и О. Бауэра (1907). Нация понималась как естественная общность людей, объединенных национальным характером. При этом нации считались устойчивыми образованиями, различие между которыми в будущем должно только возрастать. Австрийская социал-демократия стала первой социал-демократической партией, принявшей специальную программу по национальному вопросу — Брюннскую программу (1899), в которой был выдвинут принцип территориального федеративного устройства Австро-Венгрии. В советской литературе Брюннскую программу оценивали негативно, за раскол рабочего движения по национальному признаку и пренебрежение принципом интернационализма, хотя на практике в СССР реализовывали некоторые положения австромарксистов. Австромарксисты считали австрийцев составной частью немецкого народа.

## Теоретики австромарксизма
- Виктор Адлер
- Макс Адлер
- Фридрих Адлер
- Отто Бауэр
- Рудольф Гильфердинг
- Карл Грюнберг
- Отто Нейрат
- Эмиль Ледерер
- Карл Каутский
- Карл Реннер
- Густав Экштейн